# Die zwei Monddiebe
Die zwei Monddiebe (polnisch O dwóch takich, co ukradli księżyc, wörtlich: Über zwei solche, die den Mond stahlen) ist ein polnischer Film aus dem Jahr 1962. Er ist die Verfilmung des Märchens von Kornel Makuszyński von 1928. In der DDR hatte der Kinderfilm im Kino am 25. Mai 1964 seine deutschsprachige Premiere und im Fernsehen beim Fernsehen der DDR am 3. August 1985.

## Handlung
Im Dorf Zapiecek leben die zwei blonden, sommersprossigen Zwillinge Jacek und Placek. Die beiden faulen und grausamen Brüder spielen den Bewohnern des Ortes ständig Streiche. Um sich endgültig von der Last der Arbeit zu befreien, beschließen sie den goldenen Mond zu stehlen. Es gelingt ihnen den Mond in einem Netz zu fangen, aber sie werden von Räubern gefangen. Als der Mond bei Neumond aus dem Netz verschwindet, wandern die Zwillinge in die goldene Stadt auf der Suche nach dem Mond. Dort erkennen sie den nur scheinbaren Wert eines Schatzes. Daraufhin kehren die Brüder zu ihren Eltern nach Zapiecek zurück und helfen diesen auf dem Feld.

## Hintergrund
Gedreht wurde der Film 1961/1962 in Łeba und Łódź. Stilistisch erinnert der Film an den sowjetischen Film mit spartanischer Kulisse und den diesen Filmen eigenen Spezialeffekten.
Als die beiden Kaczyńskis 2005 Präsident (Lech) bzw. Ministerpräsident (Jarosław) Polens wurden, war der Film erneut gefragt. Sowohl in Kinos als auch auf DVD fand der Film großes Interesse.